# Едмонтон ојлерси
Едмонтон ојлерси (енгл. Edmonton Oilers) су канадски хокејашки клуб из Едмонтона. Од сезоне 2016/17 клуб утакмице као домаћин игра у Роџерс плејсу капацитета 18.347 места. Такмиче се у Националној хокејашкој лиги (НХЛ).
Клуб је најпознатији по својој доминацији током 1980-их година, када је предвођен Вејном Грецким и другим звездама освојио пет Стенли купова (1984, 1985, 1987, 1988, 1990). Едмонтон ојлерси су једна од најуспешнијих канадских франшиза у историји НХЛ-а.

## Историја

### Златна ера: 1980-их
Ојлерси су постали један од најдоминијантнијих тимова у историји НХЛ-а током 1980-их година. Тим је био предвођен легендарним Вејном Грецким, за многе најбољим хокејашем свих времена, као и другим звездама попут Марка Месијеа, Јарија Курија, Пола Кофија и Гранта Фјура.
Између 1984. и 1990. године, Едмонтон је освојио пет Стенли купова (1984, 1985, 1987, 1988, 1990), што их је учинило једном од најуспешнијих екипа тог доба. Након што је Грецки трејдован у Лос Анђелес кингсе 1988. године, клуб је успео да освоји куп 1990. године, чиме је показао квалитет свог тима.

### Период без титула: 1990–данас
Након 1990. године, Ојлерси су ушли у дуг период без већих успеха. Иако су имали кратке периоде плеј-оф наступа, нису могли да понове славу из претходне деценије. Значајан моменат догодио се 2006. године када су као осми носилац у конференцији направили изненађујући поход до финала Стенли купа, али су изгубили од Каролина харикенса у седам утакмица.
Од доласка Конора Мекдејвида (први пик на драфту 2015. године), тим је поново почео да гради стабилан и конкурентан састав. Мекдејвид и његов саиграч Леон Драјзaјтл формирају један од најдинамичнијих нападачких тандема у лиги. Под њиховим вођством, Едмонтон је поново редован учесник плеј-офа, а у сезони 2023/24 стигли су до финала Стенли купа, где су поражени од Флорида пантерса у седам утакмица. Исти резултат је поновљен и следеће сезоне. У репризи финала, опет су од Ојлерси били бољи Пантерси са 4:2 у победама.

## Трофеји
- Национална хокејашка лига (НХЛ):
  - Првак (5) : 1983/84, 1984/85, 1986/87, 1987/88, 1989/90.

- Президент трофеј:
  - Првак (2) : 1985/86, 1986/87

- Западна конференција:
  - Првак (8) : 1982/83, 1983/84, 1984/85, 1986/87, 1987/88, 1989/90, 2005/06, 2023/24.

- Дивизија:
  - Првак (6) : 1981/82, 1982/83, 1983/84, 1984/85, 1985/86, 1986/87.